# Stemma del Lesotho
Lo stemma del Lesotho è stato adottato il 4 ottobre 1968.

## Descrizione
Nel disegno è presente un coccodrillo raffigurato sopra uno scudo tradizionale del popolo Basotho. Questo simbolo è quello della dinastia della grande etnia del Lesotho. Dietro lo scudo vi sono due armi incrociate, una lancia (assegai) e un bastone (Knobkerrie) ed un tirso eretto di piume di struzzo. A sinistra e a destra dello scudo sono posti due cavalli che sostengono lo scudo stesso. Sulla parte inferiore dello stemma, in primo piano, vi è un nastro con il motto nazionale: Khotso Pula Nala (in sesotho: "Pace, Pioggia, Prosperità").

## Stemmi antichi

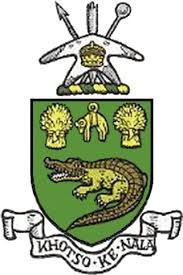
Primo stemma del Basutoland
Secondo stemma del Basutoland
In uso dal 1966 al 2006